# Lamberto Gardelli
Lamberto Gardelli (Venezia, 8 novembre 1915 – Monaco di Baviera, 17 luglio 1998) è stato un direttore d'orchestra italiano.

## Biografia
Ha studiato al liceo musicale Rossini di Pesaro con Amilcare Zanella e all'Accademia Nazionale di Santa Cecilia, lavorando in seguito come assistente di Tullio Serafin al Teatro dell'Opera di Roma, dove ha debuttato nel 1944 con La traviata.
Nel 1945 dirige Rigoletto con Paolo Silveri a Roma.
Negli anni seguenti diventa direttore principale di diverse orchestre europee: Opera reale svedese di Stoccolma (1947-55), Copenaghen (1955-61), Teatro dell'Opera di Budapest (1961-1966), apparendo al contempo come direttore ospite in compagnie internazionali.
Nel 1954 dirige Pagliacci (opera) con Jussi Björling a Stoccolma.
Al Glyndebourne Festival Opera nel 1964 dirige Macbeth (opera) con la London Philharmonic Orchestra e Plinio Clabassi.
Al Metropolitan Opera House di New York debutta nel 1966 dirigendo Andrea Chénier (opera) con Franco Corelli, Renata Tebaldi ed Anselmo Colzani seguito da Rigoletto con Cornell MacNeil, Roberta Peters e Nicolai Gedda, nel 1967 La traviata con Anna Moffo, Bruno Prevedi e Mario Sereni e nel 1968 Madama Butterfly con Teresa Stratas.
Sempre nel 1968 dirige Anna Bolena (opera) a Glyndebourne.
Al Royal Opera House, Covent Garden di Londra debutta nel 1969 dirigendo Otello (Verdi) con James McCracken e Gwyneth Jones seguita nel 1970 da Cavalleria rusticana (opera) e Pagliacci.
Nel 1970 dirige Falstaff (Verdi) con Margherita Rinaldi, Fedora Barbieri, Ottavio Garaventa, Florindo Andreolli, Mario Carlin, Giuseppe Taddei e Giorgio Zancanaro al Teatro Regio di Parma e nel 1973 al Teatro Comunale di Firenze Norma (opera) con Cristina Deutekom, Fiorenza Cossotto, Gianni Raimondi ed Ivo Vinco. 
Nuovamente a Londra nel 1975 dirige Rigoletto con Thomas Allen e nel 1976 I Lombardi alla prima crociata con Nikola Gjuzelev, Elizabeth Connell, Sylvia Sass, Robert Lloyd e José Carreras.
Nel 1977 dirige La traviata con Katia Ricciarelli al Teatro Regio di Torino e nel 1982 Lucia di Lammermoor con Mariella Devia e Carreras a Bregenz.
Dal 1982 al 1985 è il Direttore Capo della Münchner Rundfunkorchester e dal 1986 al 1988 Direttore Principale della DR SymfoniOrkestret di Copenaghen.
Specialista del repertorio verdiano, si è distinto anche in campo discografico e come mentore musicale, in particolare di Lucia Aliberti e la Sass.
Ha ricevuto l'onorificenza di Officier de l'Ordre des arts et des lettres nel 1995.

## Discografia parziale
- Giordano, Fedora - Gardelli/Del Monaco/Olivero, 1969 Decca
- Leoncavallo: Il Pagliacci - Mascagni: Cavalleria Rusticana - Lamberto Gardelli/Münchner Rundfunkorchester/Bernd Weikl/Vladimir Andreevič Atlantov/Lucia Popp/Franco Bonisolli/Martina Arroyo, 1984 RCA/BMG
- Puccini, Trittico - Gardelli/Del Monaco/Tebaldi, 1962 Decca
- Verdi, Attila - Gardelli/Raimondi/Deutekom, 1972 Decca
- Verdi, Corsaro - Gardelli/Carreras/Norman, 1975 Decca
- Verdi, Due Foscari - Gardelli/Carreras/Ricciarelli, 1976 Decca
- Verdi, Lombardi alla prima crociata - Gardelli/Domingo/Raimondi, 1971 Decca
- Verdi, Masnadieri - Gardelli/Raimondi/Caballé, 1974 Philips
- Verdi, Nabucco - Gardelli/Gobbi/Suliotis/Cava, 1965 Decca
- Verdi: Un Giorno di Regno - Fiorenza Cossotto/Jessye Norman/José Carreras/Lamberto Gardelli/Royal Philharmonic Orchestra/The Ambrosian Singers, 1974 Philips
- Verdi: La Battaglia di Legnano - José Carreras/Katia Ricciarelli/Lamberto Gardelli/Orf Symphony Chorus & Orchestra, 1978 Philips
- Verdi: Stiffelio - José Carreras/Lamberto Gardelli/Matteo Manuguerra/Orf Symphony Chorus & Orchestra/Sylvia Sass, 1980 Philips
- Sass - Opera's Sensational New Star - Lamberto Gardelli/London Symphony Orchestra/Sylvia Sass, 1977 Decca
- Verdi: Macbeth (Version 1865 for the Paris Opéra) - Luciano Pavarotti/Elena Souliotis/Dietrich Fischer-Dieskau/Nicolai Ghiaurov/Ambrosian Opera Chorus/London Philharmonic Orchestra/Lamberto Gardelli, Decca
- Verdi: Rigoletto - Lamberto Gardelli/Münchner Rundfunkorchester/Bernd Weikl/Lucia Popp/Giacomo Aragall, 1984 RCA/BMG
- Opera Choruses - Lamberto Gardelli, EMI